# أندرو سميث (لاعب اتحاد الرغبي)
أندرو سميث (بالإنجليزية: Andrew Smith)‏ هو لاعب اتحاد الرغبي أسترالي، ولد في 10 يناير 1985 في سيدني في أستراليا.